# Frederik Vilhelm 1. af Mecklenburg-Schwerin
Frederik Vilhelm 1. (tysk: Friedrich Wilhelm I.; 28. marts 1675 – 31. juli 1713) var regerende hertug af Mecklenburg-Schwerin fra 1692 til sin død i 1713.
Han blev født den 28. marts 1675 i Grabow i Mecklenburg som søn af Hertug Frederik af Mecklenburg-Grabow, en yngre søn af Hertug Adolf Frederik 1. af Mecklenburg. Han blev hertug, da hans farbror, Christian Ludvig 1. af Mecklenburg-Schwerin, døde uden arvinger i 1692. 
Hertug Frederik Vilhelm 1. døde den 31. juli 1713 i Mainz. Da han ikke fik børn i sit ægteskab med Sophie Charlotte af Hessen-Kassel, blev han efterfulgt som hertug af sin lillebror, Karl Leopold.

## Eksterne links
- Wikimedia Commons har flere filer relateret til Frederik Vilhelm 1. af Mecklenburg-Schwerin